# Сан-Нікола-Манфреді
Сан-Нікола-Манфреді (італ. San Nicola Manfredi) — муніципалітет в Італії, у регіоні Кампанія,  провінція Беневенто.
Сан-Нікола-Манфреді розташований на відстані близько 220 км на південний схід від Рима, 55 км на північний схід від Неаполя, 8 км на південь від Беневенто.
Населення — 3716 осіб (2014).

## Демографія
Населення за роками:

Станом на 1 січня 2023 року в муніципалітеті офіційно проживали 92 іноземці з 19 країн, серед них 30 громадян країн Євросоюзу та 16 громадян України.

## Сусідні муніципалітети
- Беневенто
- Чеппалоні
- К'янке
- Монтефуско
- Падулі
- Петруро-Ірпіно
- Сан-Джорджо-дель-Санніо
- Сан-Мартіно-Санніта
- Сант'Анджело-а-Куполо
- Торріоні